# Alexandra Sabitova
Alexandra Sabitova (9 de enero de 2004) es una deportista de Rusia que compite en natación. Ganó tres medallas en el Campeonato Mundial Junior de Natación de 2019 y siete medallas en el Campeonato Europeo Junior de Natación de 2019.